# Gräberfeld von Runnevåls

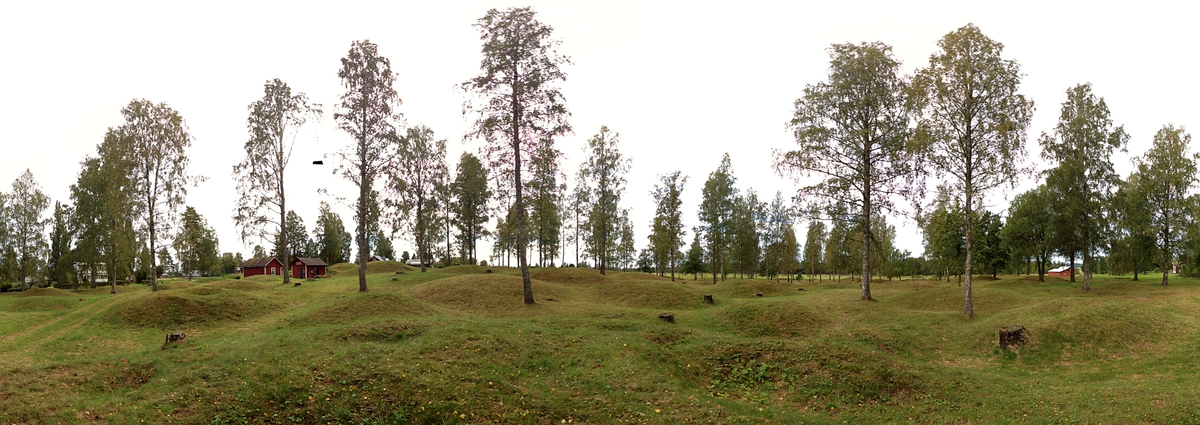
Gräberfeld von Runnevåls

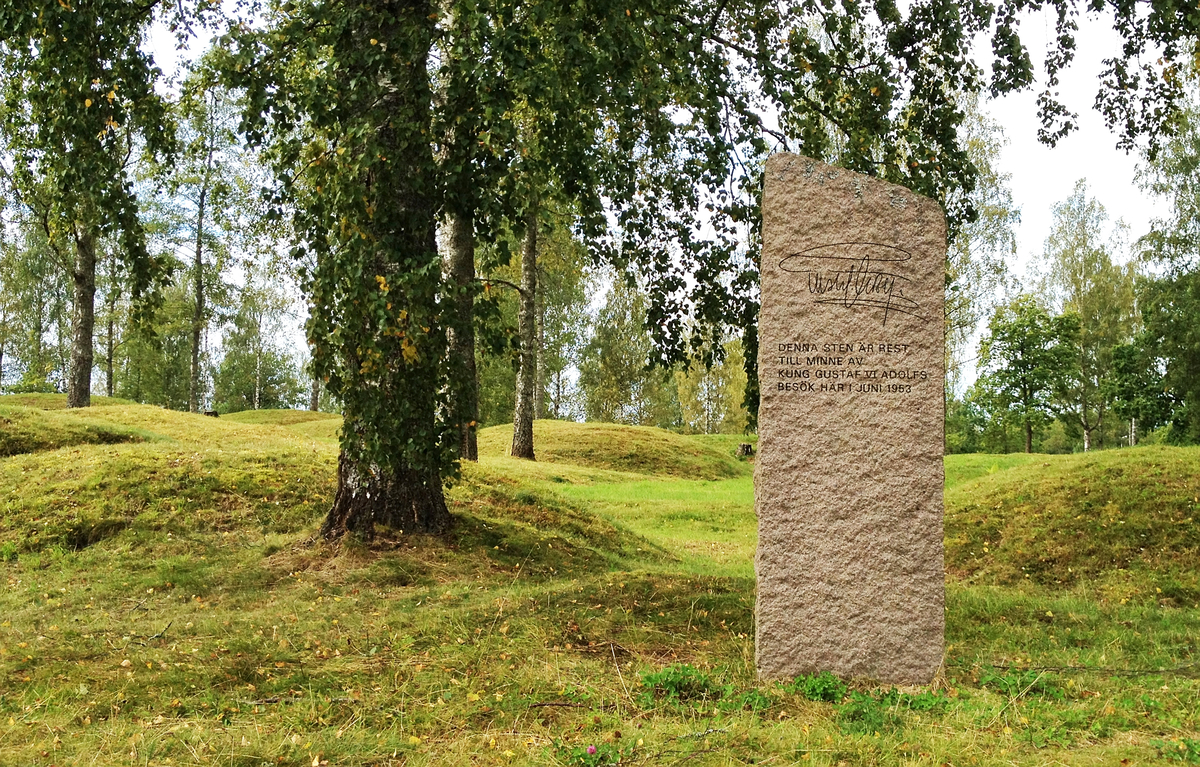
Gedenkstein an den Besuch von König Gustav VI. Adolf 1953

Das Ost-West orientierte 200 × 150 m messende Gräberfeld von Runnevåls liegt südwestlich von Stora Kil im Norden von Kil in Värmland in Schweden. Es ist eines der nördlichsten Gräberfelder des Landes und besteht aus 91 Denkmälern. 83 sind Grabhügel und acht sind runde Steinsetzungen.
Die Hügel sind 0,6 bis 2,3 m hoch und haben 7,0 bis 18,0 m Durchmesser (normal sind 10 bis 15 m Durchmesser und 1,0 bis 1,5 m Höhe). Von 56 Hügeln sind die 1,0 bis 2,0 m breiten und 0,1 bis 0,4 m dicken Steine der Einfassungen vollständig oder teilweise erhalten. Vier Hügel haben in der Mitte oder auf der Oberfläche einen kleinen Bautastein. 19 Hügel haben eine 0,5 bis 4,0 m messende 0,2 bis 0,6 m tiefe Gruben in der Mitte. Vier davon haben 2 bis 4 Gruben. Acht  Hügel haben eine oder mehrere Gruben in den Seiten. Die Steinsetzungen haben 6,0 bis 12,0 m Durchmesser und 0,2 bis 0,4 m Höhe. Zwei unsichere Steinsetzungen befinden sich in der Umgebung.